# Paul Atreides
Paul Atreides (pronunțat /əˈtreɪdiːz/; mai târziu cunoscut sub numele de Paul Muad'Dib) este un personaj fictiv din universul Dune creat de Frank Herbert.
Paul este un personaj proeminent în primele două romane din serie, Dune (1965) și Mântuitorul Dunei (1969), și reapare în Copiii Dunei (1976). Apare sub formă de ghola (un fel de clonă) în romanele scrise de Brian Herbert/Kevin J. Anderson: Hunters of Dune (2006) și Sandworms of Dune (2007). 